# Láchar
Láchar település Spanyolországban, Granada tartományban. Láchar Fuente Vaqueros, Cijuela és Pinos Puente községekkel határos. Lakosainak száma 3826 fő (2024).

## Népesség
A település népessége az elmúlt években az alábbi módon változott:
| Lakosok száma | 2357 | 2657 | 2819 | 3093 | 3179 | 3260 | 3303 | 3471 | 3550 | 3826 |
|               | 2001 | 2004 | 2006 | 2009 | 2011 | 2014 | 2016 | 2019 | 2021 | 2024 |